# Grote Kerk (La Haye)
La Grote Kerk ou la Sint Jacobskerk (Grande église ou église Saint-Jacques) est une église protestante de La Haye située sur la Torenstraat, du nom de sa haute tour. Avec le Binnenhof, il s'agit d'un des vieux édifices de la ville.

## Histoire
La Grote Kerk est une église de style gothique du XVe siècle reconstruite sur une basilique du XIVe siècle. L'église fut pillée en 1528 par Maerten van Rossem, et fut ravagée en 1539 par un incendie. L'ancienne nef du XIVe siècle est toujours visible dans le vaisseau est de la nef actuelle.

## Description
La tour de plan hexagonal est haute de 96 mètres et a été construite en 1424, elle abrite un carillon de 38 cloches. La nef se divise en trois vaisseaux de hauteur égale, ce qui rattache l'église au modèle des hallenkerk. Le chœur, datant de 1500 environ, accueille plusieurs tombeaux, dont celui de l'amiral Jacob van Wassenaer Obdam, qui occupe la place du maître-autel dans le chœur vide. Le tombeau est réalisé en marbre et est cerné par quatre statues allégoriques : Fidélité, Courage, Prudence, Vigilance. Les armoiries des chevaliers de la Toison d'or sont disposées autour du chœur. Ce dernier s'enorgueillit de vitraux remarquables réalisés par Dirk Crabeth et donnés par les chanoines de la Chapelle de la Cour et par Charles-Quint en 1547, celui-ci y d'ailleurs représenté agenouillé devant la Sainte-Vierge). 
La chaire en bois date de 1550 et l'orgue, de 1881.